# Брда
Брда (пол. Brda) — река на северо-западе Польши, левый приток Вислы. До начала XX века была известна под немецким названием Брага (нем. Brahe).

## География
Берёт начало в озере Смолове к востоку от города Мястко. Течёт в юго-восточном направлении, протекает через множество озёр. Впадает в Вислу в городе Быдгощ. В 10 км от устья соединена с Быдгощским каналом, через который сообщается с рекой Нотець (бассейн Одры).
Длина реки составляет 217 км, площадь водосборного бассейна — около 4700 км². Средний расход воды — 31 м³/сек. Высота истока составляет 181 м, высота устья — 28,8 м.
Река Брда судоходна на протяжении 15 км от устья. На реке имеется ГЭС.
Крупнейшие притоки — реки Каменка и Сенпольно.